# Santuario de Chongmyo
El Templo de Chongmyo o Jongmyo, en la ciudad de Seúl, en Corea del Sur, es el más antiguo y auténtico de los santuarios reales confucionistas que se han conservado. Fue declarado Patrimonio de la Humanidad, por la Unesco, en el año 1995. El Templo de Chongmyo fue consagrado a los antepasados de la dinastía Chosŏn, tiene actualmente el mismo aspecto que tenía en el siglo XVI. Custodia las tablillas que registran las enseñanzas de la anterior familia real. Ceremonias rituales que todavía unen a la música, el canto y la danza, se realizan allí, perpetuando una tradición que comienza en el siglo XIV. El rito real ancestral del santuario de Jongmyo y su música fueron proclamados en 2001 e inscritos en 2008 en la Lista representativa del Patrimonio Cultural Inmaterial de la Humanidad de la Unesco.

## Historia
Fue construido en 1394 por orden del rey Taejo de Joseon, el Santuario de Jongmyo fue pensado para ser uno de los edificios más largos en Asia, si no el más largo. La sala principal, conocida como Jeongjeon, tenía siete habitaciones. Cada habitación estaba reservada para un rey y su reina. El complejo fue ampliado por Sejong el Grande (r. 1418-50) que ordenó la construcción del Yeongnyeongjeon (Salón de la Confort Eterna). Esta práctica de expansión continuó, con el crecimiento del complejo moviéndose de oeste a este, debido a la necesidad de albergar más tabletas conmemorativas durante los reinados de los reyes posteriores hasta que hubo un total de 19 habitaciones. Sin embargo, durante la guerra de los siete años (1592-98), los invasores japoneses quemaron el santuario original y un nuevo complejo fue construido en 1601, el cual ha sobrevivido hasta el día de hoy. Las tabletas originales se salvaron en la invasión ocultándolas en la casa de un plebeyo y también sobreviven. Las tablas de un rey fueron consagradas tres años después de su muerte. Hay 19 lápidas conmemorativas de reyes y 30 de sus reinas, colocadas en las 19 cámaras. Cada habitación es muy simple y de diseño sencillo. Solo dos de las tablillas conmemorativas no están consagradas aquí. Además de la tableta, hay un panel que enumera los logros de cada rey.

## Descripción
Visto desde el trono del rey en el Palacio de Gyeongbokgung, el Santuario de Jongmyo habría estado a la izquierda del rey mientras que el Santuario Sajik, otro importante santuario confuciano, estaba a la derecha. Este arreglo se derivó de la práctica china. Los salones principales están rodeados de colinas. Frente a la sala principal se encuentra el Patio Woldae, que tiene 150 metros de longitud y 100 metros de ancho.
La puerta de entrada del sur estaba reservada para los espíritus para entrar y salir, la puerta del este era para el rey, y la puerta del oeste era para los artistas del ritual real.
El Santuario de Jongmyo está dividido en 15 partes principales. 
| - Jeong Moon -정문- (Front Gate), - 'Mang-Myo Ru', - 'Gong-min Wang' Shrine, | - 'Hyang-Dae Cheong' (향대청) | - 'Uh-sook' Room (shil), - 'Panwi Dae', - 'Jun-Sa Chung' (전사청) |

## Rituales y actuaciones
Una ejecución elaborada de música antigua de la corte (con danza de acompañamiento) conocida como jeryeak Jongmyo (hangul: 종묘 제례악, hanja: 宗廟 祭禮) se realiza allí cada año para el ritual Jongmyo jerye. Músicos, bailarines y eruditos realizarían rituales confucianos, como el Jongmyo Daeje (Ritual Real del Santuario) en el patio cinco veces al año. Hoy los rituales han sido reconstruidos y revividos. El Jongmyo Daeje ha sido designado como Propiedad Cultural Inmaterial Importante N.º 56 y se realiza todos los años el primer domingo de mayo. El Jongmyo Jerye-ak, la música tradicional de la corte de Joseon, es interpretada por la Royal Court Orchestra y ha sido designada como Propiedad Cultural Inmaterial Importante de Corea del Sur N.º 1. Esta música de la corte tiene su origen en la música cortesana china que fue llevada a Corea durante el período de Goryeo (918-1392).  El rey Sejong compuso nueva música para el ritual basado en gran medida en hyangak (con algunos dangak) en 1447 y 1462.
Las canciones invitan a los espíritus ancestrales a descender del cielo para disfrutar de los logros de los reyes en la fundación de la dinastía y la defensa del país con el fin de alentar a sus descendientes a seguir sus pasos.
Hoy, los miembros de la Asociación de la Familia Real Jeonju Yi realizan los ritos acompañados por música y danza proporcionados por músicos del Centro Nacional de Artes Escénicas Tradicionales Coreanas y bailarines de la Escuela Secundaria Nacional Gukak.